# Кијан Хили
Кијан Хили (енгл. Cian Healy; 7. октобар 1987) је професионални ирски рагбиста који тренутно игра за троструког шампиона Европе Ленстер рагби.
Кијан Хили је висок 185 цм, тежак 115 кг и игра на позицији стуба (енгл. Loosehead prop). Од почетка своје професионалне карије Хили игра за Ленстер рагби са којим је освајао Про 12, Куп европских изазивача у рагбију и Куп европских шампиона у рагбију. Хили је за Ирску репрезентацију дебитовао 2009. против Аустралије. За репрезентацију је одиграо 53 тест мечева и постигао 3 есеја. Био је члан ирске репрезентације која је освајала Куп шест нација. Један је од најјачих мелејаца (енгл. Forwards) у Европи, подиже 300кг на чучњу у теретани.